# Heilig Kreuz (Berbling)

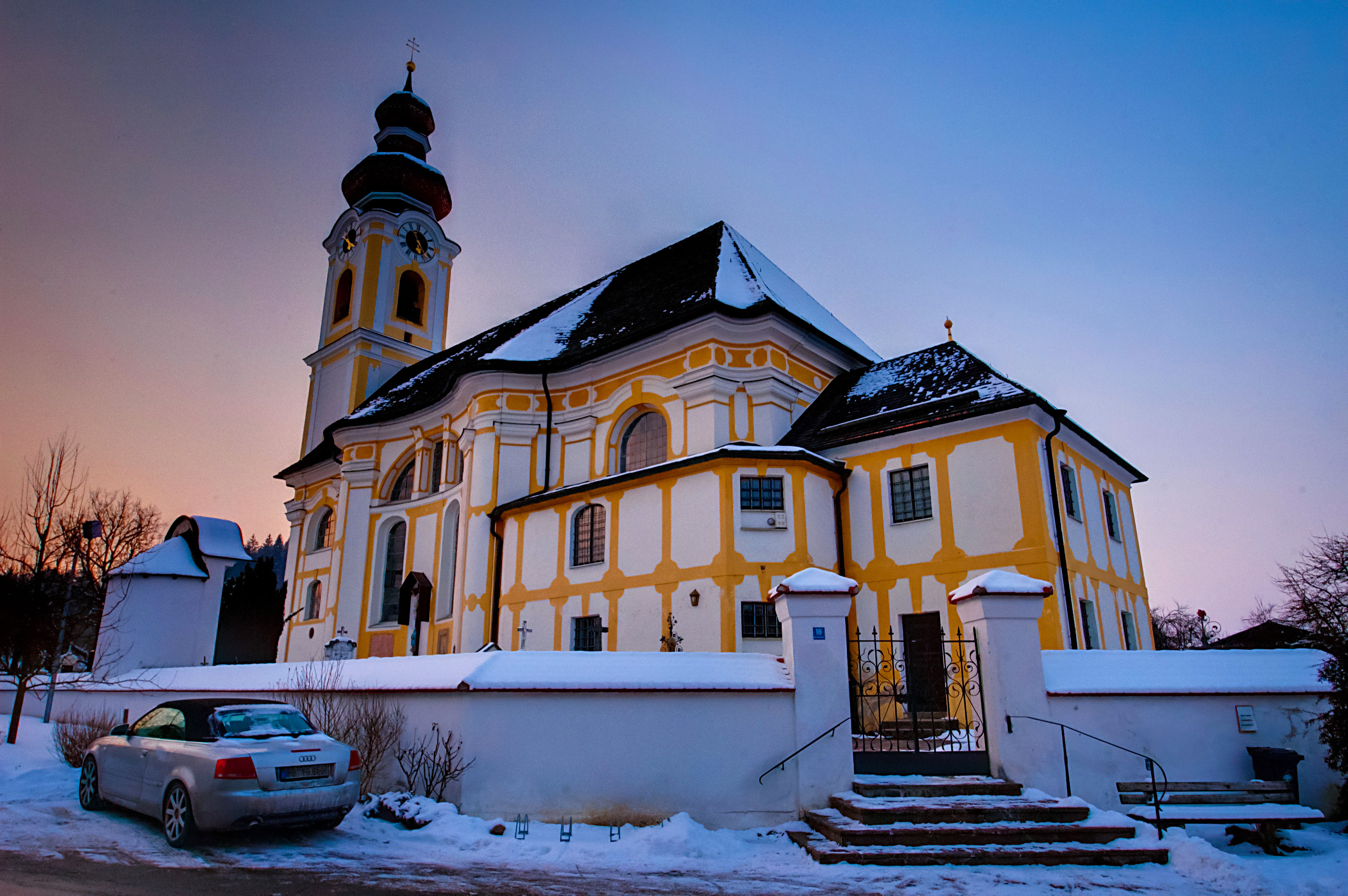
Heilig-Kreuz-Kirche Berbling

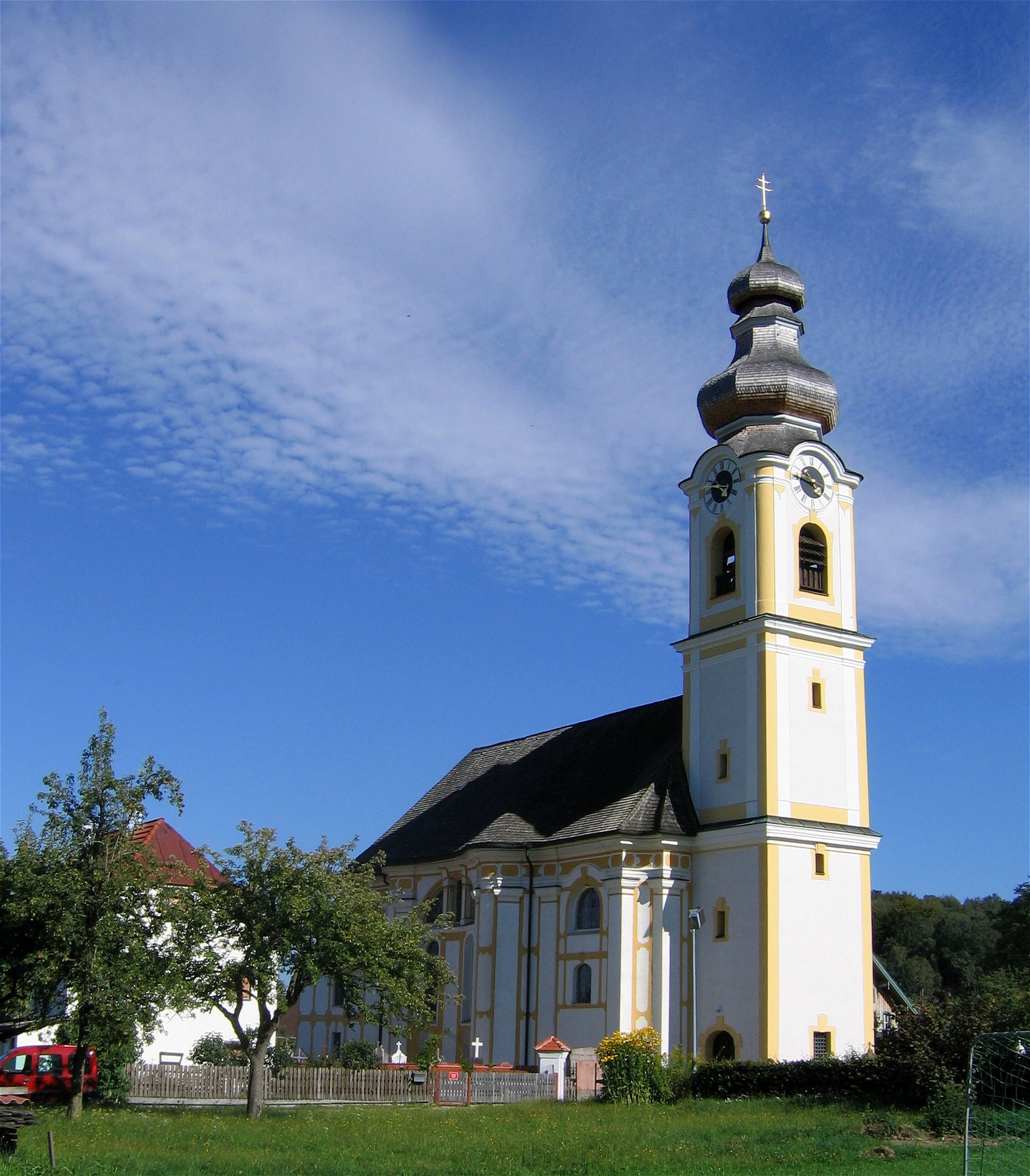
Heilig-Kreuz-Kirche Berbling

Die Heilig-Kreuz-Kirche in Berbling wurde nach der Mitte des 18. Jahrhunderts im Stil des Rokoko geschaffen. Sie gehört zum Dekanat Bad Aibling im Erzbistum München und Freising und feiert ihr Patrozinium am 14. September. Die von einer Mauer umgebene Kirche wird im Volksmund auch als „Kleine Wies“ bezeichnet.

## Geschichte und Baubeschreibung
Die Heilig-Kreuz-Kirche von Berbling wurde erstmals 1315 erwähnt. Sie gehörte damals zur Hofmark Berbling, die bis zur Säkularisation 1803 mit dem Kloster Scheyern verbunden war. Die jetzige Kirche entstand in den Jahren 1751 bis 1756 an der Stelle des Vorgängerbaus. Sie wurde vom Scheyerner Abt Placidus Forster († 1767) gestiftet, der seinen Alterssitz in Berbling nehmen wollte. Dabei beabsichtigte er, die Kirche zu einer Gnadenstätte und Berbling dadurch zu einem Wallfahrtsort zu entwickeln.
Der Bau der Kirche wurde vom Baumeister Philipp Millauer begonnen, der vermutlich als Vorlage die Pläne oder Skizzen Kilian Ignaz Dientzenhofers benutzte, die dieser für den Bau der von ihm 1724/25 errichteten St.-Adalbert-Kirche von Potschapl in Nordböhmen entworfen hatte. Die Grundform der beiden Kirchen stimmt jedenfalls in vielen Details überein. Es ist ein gestrecktes Achteck, dessen Wände nach innen einschwingen und das mit einer Kuppel überwölbt ist. Nach Millauers Tod 1753 wurde der Bau von Hans Thaller (1719–1796) fortgeführt, der Millauers Witwe geheiratet hatte. Die Weihe der 1758 benedizierten Kirche erfolgte erst am 4. Oktober 1789 durch den damaligen Freisinger Weihbischof Johann Nepomuk von Wolf, der zugleich 370 Personen das Sakrament der Firmung erteilte. Die Weihe wurde von dem Vagener Maler Kaspar Weidtinger auf einer Votivtafel dargestellt, die sich in der Kirche befindet.

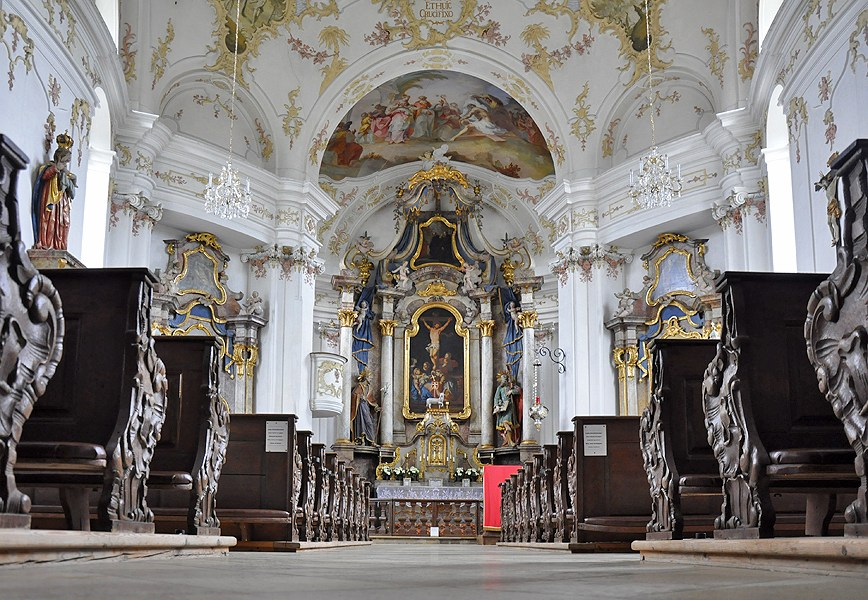
Innenansicht

Die reiche Stuckatur besteht aus Blütengirlanden, Kartuschen, Putten, Blumen, Weinlaub und Trauben. Im Stuck befinden sich Signaturen mit den Monogrammen „IR“ und „IF“. Es ist möglich, dass IR auf Jakob Rauch (* 1718) verweist, während bei IF Johann Feichtmayr oder Johann Funk vermutet werden.
Die Deckenfresken befassen sich mit der Heilswirkung des Heiligen Kreuzes und damit des Berblinger Kreuzpartikels. Sie sind nicht signiert und wurden vermutlich von Johann Baptist Zimmermann, von dem sich eine Vorzeichnung erhalten hat, und dessen Schüler Johann Martin Heigl gemalt. Im Chorfresko ist die Kreuzesprobe der heiligen Helena dargestellt, im Deckengemälde die Schlacht an der Milvischen Brücke und über der Orgelempore die Wirksamkeit der Berblinger Kreuzreliquie. Weitere Wandgemälde befinden sich in den Zwickeln des Hauptraums sowie in der Vorhalle.
Die von Johann Marggraff 1871 gelieferte Kanzel im Stil des Historismus wurde beim Umbau in den 1940er Jahren beseitigt und durch eine einfache Kanzel ersetzt.
An der südlichen Außenwand befindet sich ein Epitaph von 1362, das in der Vorgängerkirche vor dem Presbyterium gelegen haben soll.
Die Kirche sowie Friedhofsummauerung, Friedhofskapelle und Kriegerdenkmal stehen unter Denkmalschutz.

## Ausstattung

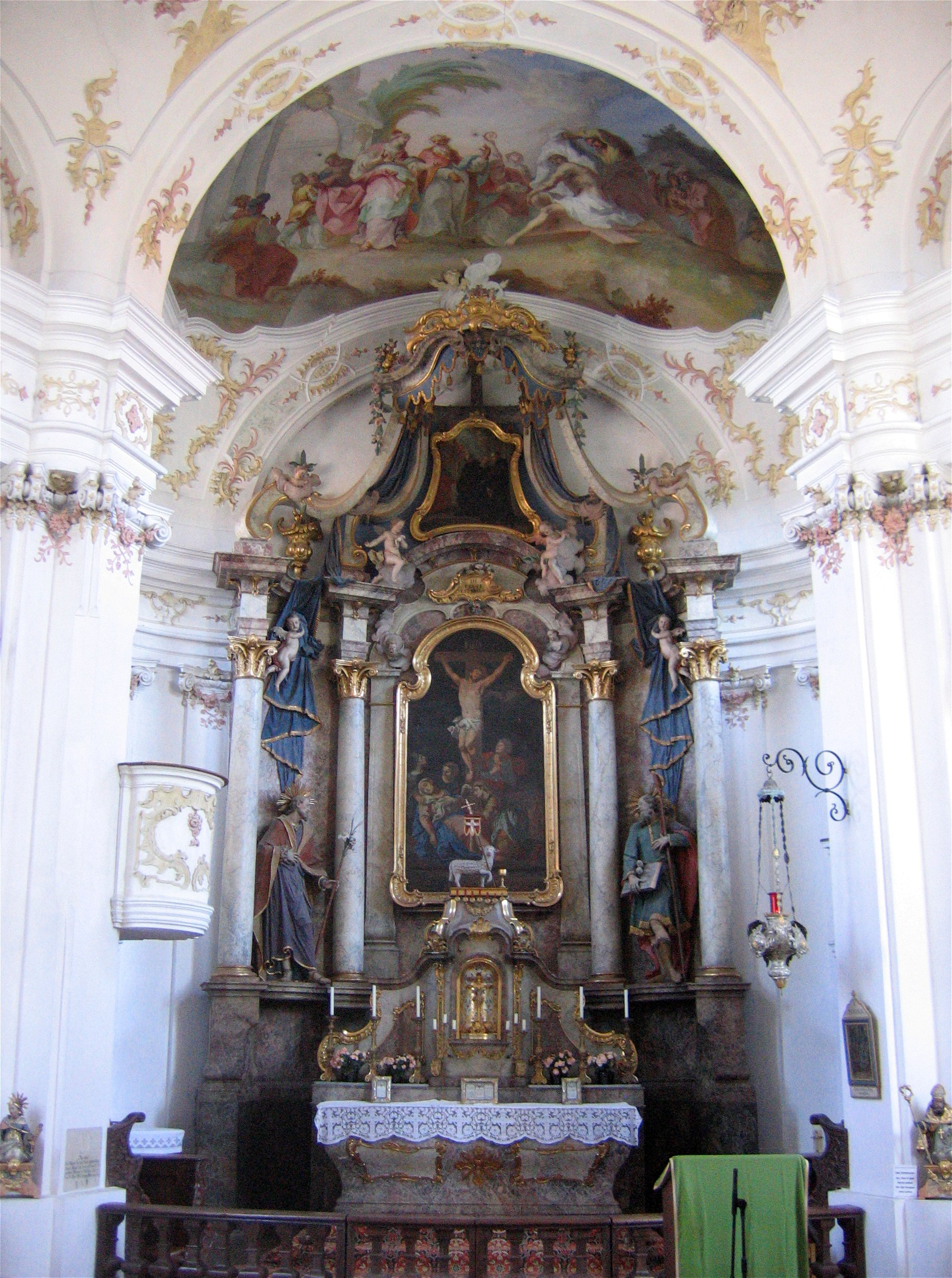
Hochaltar

Der Rokoko-Hochaltar wurde vermutlich vom Bildhauer Joseph Götsch (1728–1793) entworfen und der Altaraufbau vom Aiblinger Kistler Sebastian Aufhueber hergestellt. Das Gemälde des Hochaltars mit der Darstellung der Kreuzigung Christi ist eine Kopie des Altarblatts aus der Tegernseer Klosterkirche St. Quirin, das 1691 von Johann Carl Loth gemalt worden war, dort aber nicht mehr erhalten ist. Die seitlichen Assistenzfiguren der heiligen Josef und Joachim wurden 1771 von der Tölzer Bildhauerwerkstatt Fröhlich geliefert. Das Auszugsbild Tod des heiligen Benedikt stammt von Joseph Ignaz Schilling (1702–1773). 1786 wurde der Hochaltar durch den Kistlermeister Christoph Köglsberger umgebaut und mit Engelsfiguren und Blumenzier von Joseph Götsch ergänzt. Die Nische des Drehtabernakels beherbergt ein 53 cm hohes Altarkreuz vor einem mit Rosen verzierten Gold- und Silberhintergrund.
Die vier Seitenaltäre befinden sich in den Diagonalen des Kirchenraums. Die beiden vorderen Seitenaltäre entsprechen im Grundmuster dem Hauptaltar. Die etwa 50 cm hohen Büstenfiguren auf den Konsolen neben den vorderen Seitenaltären dienten früher als Altarschmuck zwischen den Leuchtern. Sie werden Joseph Götsch zugeschrieben.
- Im linken vorderen Seitenaltar befand sich bis vor kurzem das Altargemälde Herz Mariä von Julius Frank. Nachdem das verschollene Herz-Jesu-Gemälde von Joseph Ignaz Schilling aufgefunden worden war, wurde es dem Altar wieder eingefügt. Von ihm stammt vermutlich auch das Auszugsbild mit dem heiligen Augustinus. Im unteren Teil befindet sich in einer Rocaillerahmung ein Bild des heiligen Franz Xaver. In der Nische des Drehtabernakels ist ein Schutzengel mit Kind zu sehen.
- Das Altargemälde des rechten vorderen Seitenaltars mit der Darstellung Herz Jesu schuf Julius Frank, von dem vermutlich auch das Auszugsbild mit dem heiligen Aloysius stammt. Das Schnitzwerk in diesem Drehtabernakel, das die heilige Anna mit Maria darstellt, wird Joseph Götsch zugeschrieben.
- Die beiden hinteren Seitenaltäre enthalten in einer rosenverzierten Palmblattrahmung Kopien der Geburt Christi (Natus) und Anbetung (Adoratus) nach Stichvorlagen von Peter Paul Rubens. In den Auszugsbildern sind die Herbergsuche und die Flucht nach Ägypten dargestellt.

Der spätgotische Taufstein aus Rotmarmor stammt aus der Vorgängerkirche. Auf dem Deckel befinden sich die aus Lindenholz geschnitzten Figuren Jesus und Johannes der Täufer. Ebenfalls aus der Vorgängerkirche soll das spätgotische Kreuz an der rechten Seitenwand stammen. Ihm gegenüber befindet sich eine Figur der Muttergottes mit Kind.
In der Vorhalle der Kirche wurde um 1900 eine Lourdes-Grotte mit einer Madonna aus der Münchner Mayer’schen Hofkunstanstalt errichtet. Neben der Grotte hängt eine Kopie des Gemäldes Drei Frauen in der Kirche, das Wilhelm Leibl malte, als er in den Jahren 1878 bis 1881 in Berbling wohnte.
Der spätbarocke Kreuzweg von 1769 wurde 1867 durch einen Gemäldezyklus des Münchner Malers Josef Zenker ersetzt. 1946 wurde die Kirche wiederum mit einem Kreuzweg im Stil des 18. Jahrhunderts ausgestattet. Als Vorlage diente ein Kreuzweg des Malers Weidtinger, der vom Aiblinger Malerlehrling Benno Hilz kopiert wurde.

### Reliquiar
Bereits im ersten Viertel des 18. Jahrhunderts erhielt die Berblinger Kirche vom Kloster Scheyern ein Partikel des Heiligen Kreuzes, das dem Scheyerner Heilig-Kreuz-Reliquiar entnommen worden war. Das Berlinger Partikel befindet sich in einem aus Silber getriebenen Reliquiar, das teilweise vergoldet und reich mit Blätterschmuck verziert ist. Zwei Engel über dem getreppten Fuß halten das mit einem Strahlenkranz umgebene Kreuz, in dessen Mitte sich das Medaillon mit dem Kreuzesholz befindet. Das Reliquiar, das vermutlich um 1722 vom Münchner Goldschmiedemeister Felix Planner († 1738) angefertigt wurde, ist etwa 50 cm hoch.